# Colonia Emiliano Zapata, Mexquitic de Carmona
Colonia Emiliano Zapata är en ort i Mexiko.   Den ligger i kommunen Mexquitic de Carmona och delstaten San Luis Potosí, i den centrala delen av landet, 400 km nordväst om huvudstaden Mexico City. Colonia Emiliano Zapata ligger 1 797 meter över havet och antalet invånare är 576.
Terrängen runt Colonia Emiliano Zapata är kuperad västerut, men österut är den platt. Colonia Emiliano Zapata ligger nere i en dal. Runt Colonia Emiliano Zapata är det ganska tätbefolkat, med 134 invånare per kvadratkilometer. Närmaste större samhälle är Ahualulco, 6,0 km väster om Colonia Emiliano Zapata. Omgivningarna runt Colonia Emiliano Zapata är i huvudsak ett öppet busklandskap.